# Raggträjon
Raggträjon är en träjonväxtart. Dryopteris affinis ingår i släktet Dryopteris och familjen Dryopteridaceae.

## Underarter
Arten delas in i följande underarter:
- D. a. valongensis
- D. a. affinis
- D. a. borreri
- D. a. jessenii
- D. a. kerryensis
- D. a. paleaceolobata
- D. a. persica
- D. a. pseudodisjuncta
- D. a. punctata
- D. a. robusta
- D. a. stilluppensis
- D. a. azorica
- D. a. distans
- D. a. gigantea
- D. a. setosa
- D. a. splendens

## Bildgalleri

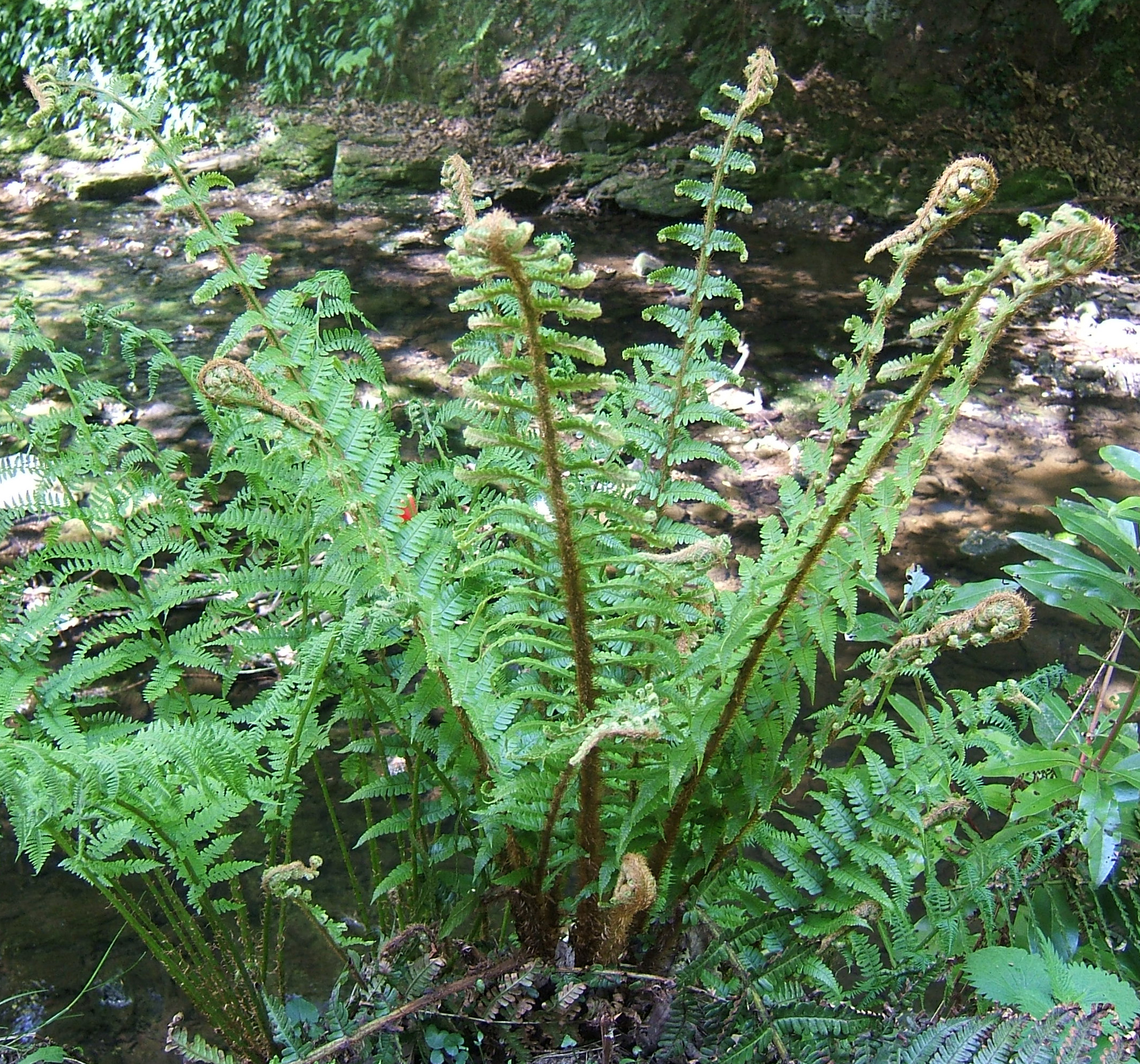
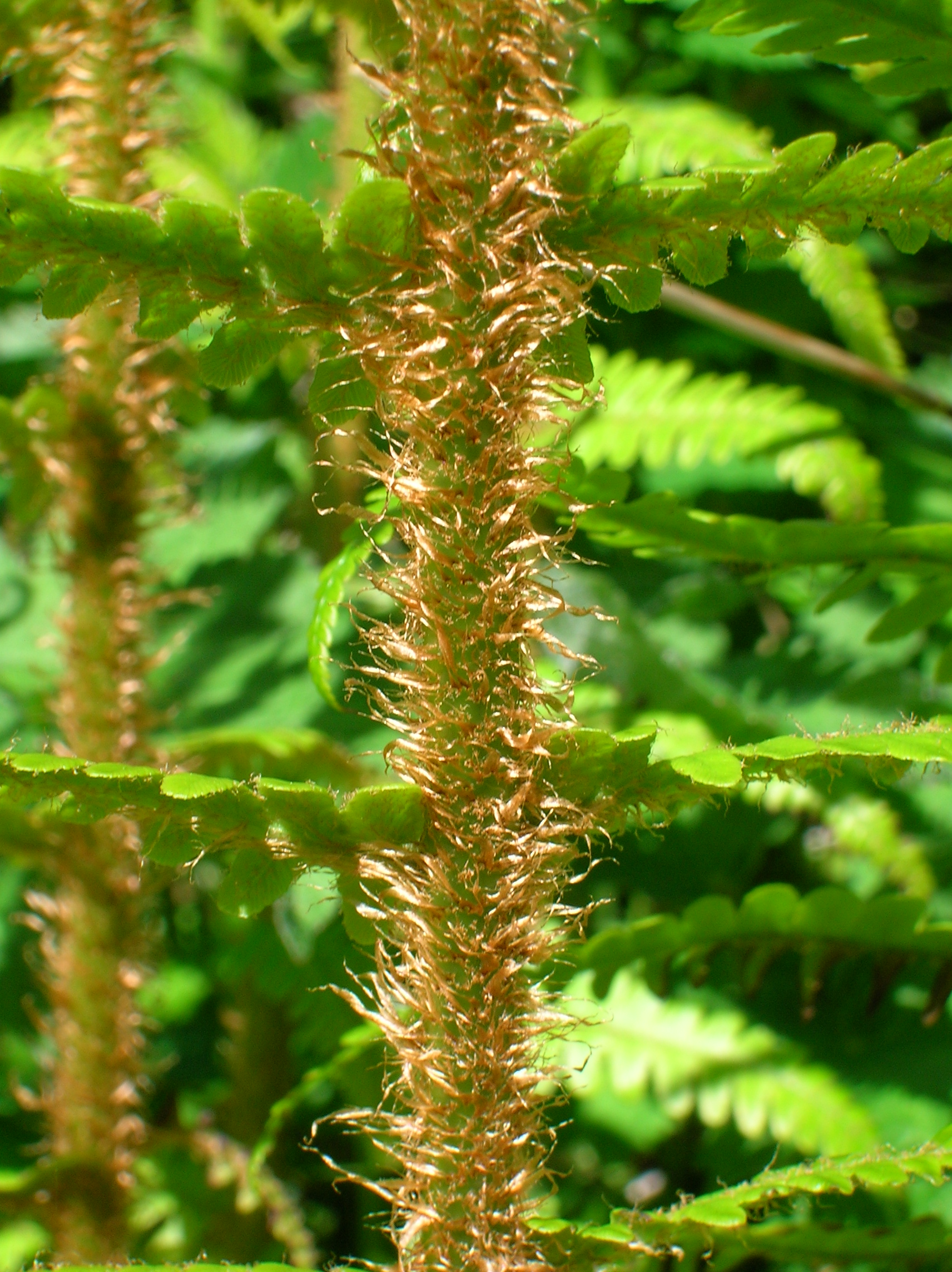
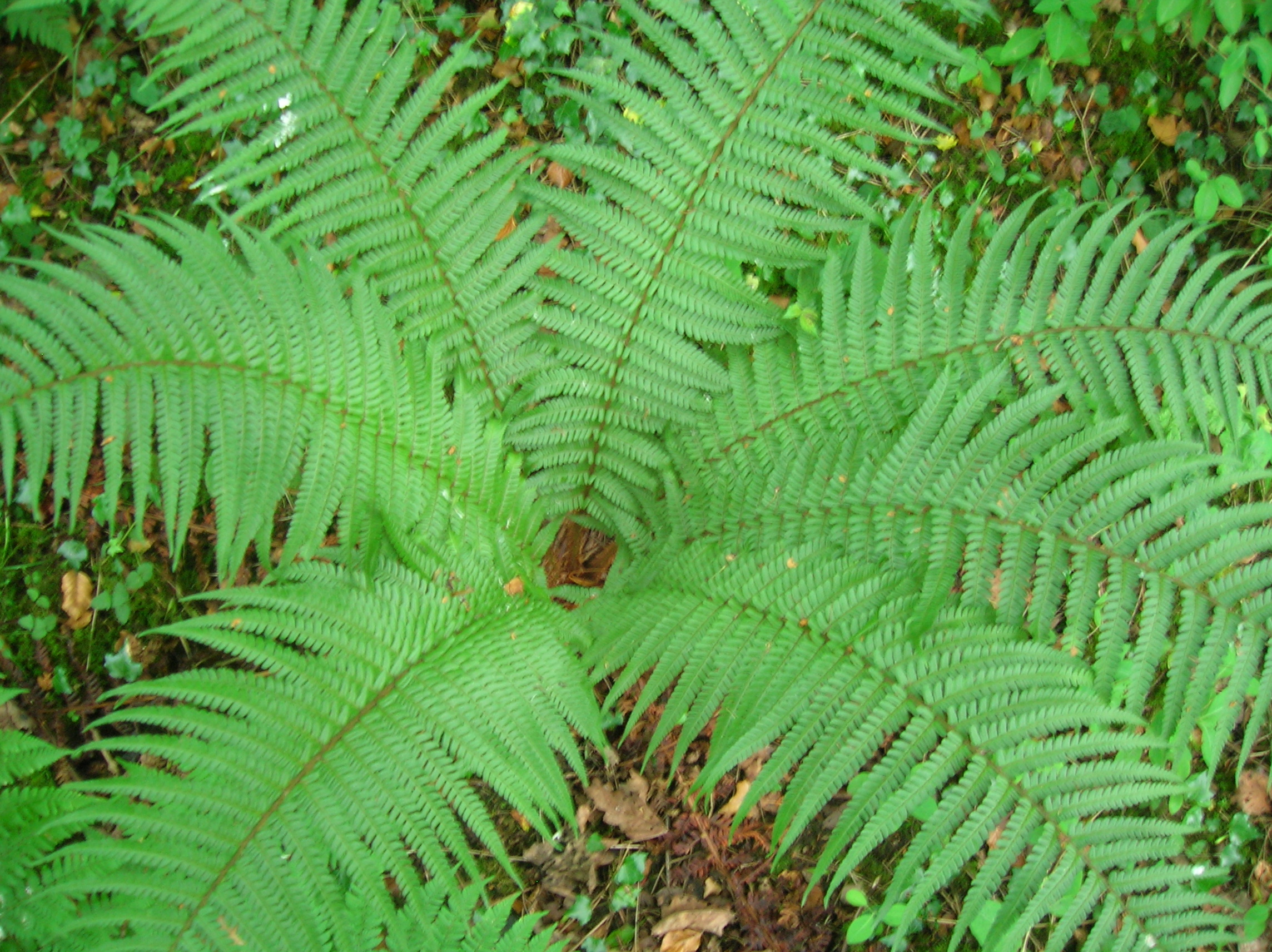